# Albert Ribaucour
Albert Ribaucour (* 28. November 1845 in Lille; † 13. September 1893 in Philippeville, Algerien) war ein französischer Bauingenieur und Mathematiker.
Ribaucour studierte ab 1865 an der École polytechnique und ab 1867 an der Ecole des Ponts et Chaussées. Danach arbeitete er als Ingenieur ab 1870 auf der Marinebasis Rochefort, ab 1873 in Draguignan, ab 1878 in Aix-en-Provence und ab 1886 in Algerien.
In seiner Freizeit befasste er sich mit Mathematik, insbesondere mit Differentialgeometrie und speziell mit Minimalflächen.

## Werke
- 1870: Sur la déformation des surfaces, Comptes Rendus, 70, p. 330
- 1872: Note sur les développées des surfaces, Comptes Rendus, 74, p. 1399
- 1872: Sur la théorie des lignes de courbure, Comptes Rendus, 74, p. 1489
- 1872: Sur la théorie des lignes de courbure, Comptes Rendus, 74, p. 1570
- 1873: Sur les systèmes cycliques, Comptes Rendus, 76, p. 478
- 1873: Sur les faisceaux de cercles, Comptes Rendus, 76, p. 830
- 1880: Étude des Élassoïdes ou Surfaces A Courbure Moyenne Nulle (Preisschrift für die Belgische Akademie der Wissenschaften)